# Saccheggio di Pyrgi
Il saccheggio di Pyrgi si svolse nel 384 a.C. in Etruria ad opera di Dionisio I di Siracusa. Quando ormai il tiranno di Siracusa era riuscito a consolidare i suoi domini in Sicilia, si rivolse alla colonizzazione intensiva del Mediterraneo. Fondò città soprattutto nell'Adriatico, colonie come Ancona o Adria in cui si rifugiarono principalmente gli esuli siracusani. Uscendo dai limiti della solo territorio siciliano, entrò presto in competizione con gli Etruschi, che più di tutti avevano il controllo del mar Tirreno. La natura di questa espansione portò in tempi più remoti i Siracusani ad affrontare anche gli abitanti della Corsica. Questa spinta verso l'esterno che diedero altri tiranni della città, si ripercosse anche su Dionisio che non voleva essere da meno nei confronti del suo nemico commerciale tra i mari del Tirreno: gli Etruschi.

## I motivi della spedizione
Nella città di Pyrgi era presente un santuario che si arricchì nel corso del tempo grazie agli empori commerciali: la sua fama si diffuse anche al di fuori dell'Etruria. La sua fama di ricchezze attirò inevitabilmente l'attenzione di Dionisio che nel 384 a.C. organizzò una spedizione per saccheggiare questo luogo di abbondanza, riuscendo a trarne un enorme bottino di oltre 1500 talenti. La testimonianza di Pyrgi è l'unica risalente a un periodo anteriore alla conquista della penisola italica da parte dei Romani ed è quindi di fondamentale importanza la testimonianza di questo saccheggio.

## Versione diodorea
Nel 384 a.C. fu fondata la città di Lissa da parte dei seguaci di Dionisio ed egli aveva posto al potere della città un suo uomo fidato. Però, il capo della città, ben fornito militarmente dal tiranno, si era opposto agli Illiri ed aveva perso molte navi. Trovandosi con poco denaro, Dionisio decise di compiere una spedizione contro l'Etruria con 60 triremi, prendendo con sé il pretesto di dover combattere i pirati, ma avendo tra le mire quella di saccheggiare il famoso tempio di Pyrgi. La città oppose poca resistenza e Dionisio riuscì a trafugare più di mille talenti dal tempio, oltre ai cinquecento presi in tutta l'Etruria.
Questo denaro fu quasi totalmente speso per finanziare la guerra contro i Cartaginesi.